# Vink Plast
Vink Plast A/S er en dansk distributør og producent af plaststykker, som endvidere sprøjtestøber og vakumformer plast. Virksomheden er et datterselskab til Vink Nordic, som igen er en del af det multinationale Vink Holdings. Selskabet blev etableret i 1988 i Randers. I 1994 det opkøbt af Vink-koncernen, som blev etableret i 1954 af den nederlandske forretningsmand M.A. Vink. Vink har produktkategorierne: Skilt & reklame, byggeri, industri, bearbejdning af plast, windindustri og miljø. Vink Plast A/S havde i 2023 ca. 200 ansatte og en årsomsætning på 442 mio. kroner.